# Нарутовичский сельсовет
Нарутовичский сельсовет — упразднённая административная единица на территории Берёзовского района Брестской области Белоруссии.

## Состав
В состав сельсовета входил 1 агрогородок и 6 деревень:
| Населённый пункт | Статус      | СОАТО         | Координаты                      |
| ---------------- | ----------- | ------------- | ------------------------------- |
| Ворожбиты        | деревня     | 1 208 828 011 | 52°33′27″ с. ш. 24°44′22″ в. д. |
| Кривоблоты       | деревня     | 1 208 828 016 | 52°33′37″ с. ш. 24°46′29″ в. д. |
| Михновичи        | деревня     | 1 208 828 021 | 52°34′43″ с. ш. 24°42′54″ в. д. |
| Нарутовичи       | агрогородок | 1 208 828 026 | 52°33′11″ с. ш. 24°46′29″ в. д. |
| Оницевичи        | деревня     | 1 208 828 031 | 52°31′33″ с. ш. 24°49′17″ в. д. |
| Осовцы           | деревня     | 1 208 828 036 | 52°32′47″ с. ш. 24°51′07″ в. д. |
| Пляховщина       | деревня     | 1 208 828 041 | 52°33′48″ с. ш. 24°49′14″ в. д. |